# Save The World
Save The World este o baladă a trupei Blaxy Girls de pe viitorul lor album.
Piesa a apărut pentru prima oară pe YouTube în octombrie 2009. Anunțarea sa oficială a fost pe 24 octombrie. La aceeași dată, Blaxy Girls au confirmat apartenența acesteia la următorul lor album. Pe 1 noiembrie au început filmările videoclipului adiacent, iar pe 28 noiembrie a fost difuzat în avanpremieră în Club Pheonix, Constanța. Pe 26 decembrie, BlaxyGirlsTV a publicat videoclipul și pe YouTube. Lansarea oficială a single ului va fi în luna ianuarie 2010.
Blaxy Girls vor participa la Selecția Națională 2010 cu această piesă..

## Compoziție
Piesa, care este o baladă a fost compusă de Costi Ioniță, pe versurile Rucsandrei Iliescu. Are aceleași influențe precum balada anterioară, Dear Mama. Este lentă, iar up-tempo-ul se diferențiază în a doua jumătate a piesei. Este cântată în Re bemol, Rucsy atingând și octave. Este sctructurată astfel:
- Intro (Instrumental)
- Strofa 1
- Bridge
- Refren
- Strofa 2
- Bridge
- Refren X2
- Instrumental
- En-core
- Refren X3

### Versuri
Versurile, compuse de Rucsy vorbesc despre lucrurile pe care oamenii trebuie să le îndrepte, înainte de sfârșitul lumii.
Refrenul:
Save Your Mother

Save Your Children

Save The World you're in, Raise Your Hands

Fairytales have Happy Endings
Traducere:
Salvează-ți mama

Salvează-ți copiii

Salvează lumea în care Trăiești, Ridică-ți mâinile

Basmele au final fericit!

## Videoclip
Videoclipul adiacent piesei a fost filmat în luna noiembrie a anului 2009 în Cartierul Unirea, București. Principalele zone de filmare au fost lângă fațada multimedia Cocor Channel și Piața Unirii. Filmările au durat 5 ore. Pe lângă cadrele filmate, s-au adăugat imagini reprezentative cu dezastre naturale, defrișări și peisaje dezolante din Africa și Asia. Principala sursă de inspirație a videoclipului este Michael Jackson, mai ales videoclipul pentru Earth Song. Rucsy a fost criticată că în videoclip apare în aceleași ipostaze precum solista trupei Paramore, în videoclipul Decode.
Videoclipul a debutat pe site-ul Roton pe o perioadă limitată - 27 noiembrie și pe YouTube, în prima zi de Crăciun.  Pe micile ecrane,videoclipul a avut premiera pe postul 1 Music Channel, pe data de 18 ianuarie..

De asemenea, pe YouTube a fost difuzat un filmuleț de prezentare al piesei, realizat de Amalia.

## Recepție
Cu mai bine de 4 luni înainte de lansarea oficială piesa a început să fie promovată pe internet și prin reviste. De la lansarea Radio a single-ului, majoritatea criticilor l-au numit „un succes”. Deja a intrat în mai multe clasamente precum BRAVO TOP (Peak: 14), PrePay Music (Peak: 5) și 1 Music Chart (Peak: 33). Începând cu 18 ianuarie, piesa a fost lansată și pe micile ecrane.

## Clasamente

### Evoluția în clasamente
| Clasamentul (2010)        | Poziția maximă | Referință |
| ------------------------- | -------------- | --------- |
| Fresh Top 40              | 39             |           |
| Bulgaria Singles Top 40 α | 37             |           |
| Radio ZU α                | 17             |           |
| European Top 100          |                |           |
| 1 Music Chart             | 27             |           |
| Bravo Top α               | 18             |           |
| iTunes Download α         | 189            |           |
| Nielsen Airplay Chart     | 67             |           |
| Turkish Digital Download  | 28             |           |
| Radio 21                  | 14             |           |
| PrePay Music Chart α      | 7              |           |
| Romanian Top 100          |                | [ 4 ]     |
| Vizionări Youtube α       | 27             |           |
| Vibe FM                   | 8              |           |

Note
- „α” denotă prezența într-un clasament neoficial;